# Джазири, Малик
Ма́лик аль-Джази́ри (араб. مالك الجزيري‎; фр. Malek Jaziri; родился 20 января 1984 года в Бизерте, Тунис) — тунисский теннисист.

## Общая информация
Малик — один из трёх сыновей Мохамеда и Хейды Джазири. Его братьев зовут Эмир и Элиес.
Женат на девушке по имени Джихане. У пары два ребёнка: сын Малек и дочь Майар.
Джазири в теннисе с пяти лет. Любимое покрытие — хард.
Одной из причиной прихода тунисца в теннис стала игра Mario Tennis на Nintendo 64, которой он активно увлекался в детстве.
По ходу своей игровой карьеры тунисец в течение двух лет тренировался в одной из барселонских академий. В 2011 году Малик, в числе группы начинающих теннисистов, закончил специальную учебную программу ATP.
Джазири владеет арабским, английским, испанским и французским языками. Имеет прозвище — «Джаз» (англ. Jazz)..
Стиль игры
Малик имеет достаточно мощную подачу. При вводе мяча в игру он способен придавать ему скорость до 200 км/ч. При ударах с любимого форхенда он способен посылать матч со скоростью до 160 км/ч; удар тунисца с бэкхенда не менее силён. Джазири любит придавать мячу дополнительное вращение, а также возвращать его плоскими ударами. На игре с приёма он способен очень остро принимать даже самые сильные подачи. Малик неплохо действует у сетки, а также способен максимально скрыто от соперника выполнять укороченные удары.
За его стиль игры некоторые журналисты иногда называют его «тунисским Давидом Налбандяном».

## Спортивная карьера
Джазири достаточно рано в возрасте 16 лет в 2000 году сыграл первый матч за сборную Туниса в отборочных раундах Кубка Дэвиса. В феврале 2003 года он выиграл первый парный турнир из серии «фьючерс». В одиночном разряде первый титул подобного статуса был выигран в июне 2005 года. Рост результатов Джазири занял достаточно продолжительное время. Более статусные титулы на турнирах из серии «челленджер» он выиграл в 2011 году (в июле первая победа на парном, а в ноябре на одиночном «челленджере»). В августе того же года он попал через квалификацию на дебютный для себя турнир серии Большого шлема, сыграв на Открытом чемпионате США. Малику удалось пройти в первом раунде Тимо де Баккера, а во втором он проиграл американцу Марди Фишу. Результаты позволили Джазири закрепиться в во второй сотни рейтинга с прицелом на попадание в топ-100.
Следующие два сезона он провёл примерно на одном уровне. В марте после серии из трёх финалов на «челленджерах» он впервые поднялся в первую сотню мирового рейтинга. В мае 2012 года на дебютном Открытом чемпионате Франции он вышел во второй раунд. Такого же результата он добился на первом для себя в основе Уимблдонском турнире. Летом он выступил на Олимпийских играх в Лондоне, где во втором раунде проиграл Джону Изнеру. В октябре на зальном турнире в Москве Джазири впервые смог выйти в полуфинал в рамках Мирового тура ATP. 2013 год он провёл в основном на «челленджерах», находясь во второй сотне рейтинга. Лишь к концу сезона он смог выиграть один титул на «челленджере» в Женеве, а чуть ранее в сентябре он выиграл парный «челленджер» в Фергане.
В 2014 году в игре Джазири произошёл прогресс. Большую часть сезона он провел на «челленджерах», периодически выступая в основном туре. В марте Малик получил уайлд-кард на турнир в Дубае и смог там доиграть до четвертьфинала. В августе он смог войти в топ-100. В октябре Джазири прошёл квалификацию на турнир серии Мастерс в Шанхае и прошёл там в третий раунд.
На Открытом чемпионате Австралии 2015 года Джазири впервые вышел в третий раунд серии Большого шлема. По ходу сезона он в основном играл в Мировом туре, однако проигрывал на ранних стадиях. Лишь в июле он смог впервые в Туре попасть в четвертьфинал на небольшом турнире в Боготе. В августе он хорошо сыграл на турнире в Уинстон-Сейлеме, сумев дойти до полуфинала. В октябре последовала победа на «челленджере» в Рене, однако в целом нестабильная игра не позволила под конец года сохранить место в топ-100.
В 2016 году Джазири выступал более стабильно. В марте он победил на «челленджере» в Гвадалахаре, а в апреле взял «челленджер» в Ле-Госье. Эти результаты позволили закрепиться в первой сотни рейтинга и играть в основном туре. Также в апреле на турнире в Барселоне удалось выиграть три матча, в том числе у начинающего путь в элиту Александра Зверева, и выйти в четвертьфинал. Олимпиада в Рио-де-Жанейро завершилась поражением уже в первом раунде от Жо-Вильфрида Тсонга. В сентябре он победил на «челленджере» в Стамбуле, а затем в основном туре вышел в 1/4 финала на турнирах в Меце и Шэньчжэне. По итогам сезона он занял 58-ю позицию в рейтинге.
На Открытом чемпионате Австралии 2017 года Джазири повторил своё лучшее достижение на Больших шлемах, доиграв до третьего раунда. Неплохо выступил он в марте на связке Мастерсов, пройдя в четвёртый раунд в Индиан-Уэлсе и третий раунд в Майами. В сентябре ему удалось выиграть ещё один «челленджер» в Стамбуле.
Спад в результатах вновь лишил Джазири места в топ-100 в начале 2018 года, но далее он смог улучшить результаты. На Открытом чемпионате Австралии он проиграл во втором раунде сеянному теннисисту Жилю Мюллеру. На турнире в Дубае ему удалось впервые выиграть действующего теннисиста из топ-10. В первом раунде он переиграл № 4 в мире на тот момент Григора Димитрова (4:6, 7:5, 6:4). Затем он прошёл Робина Хасе и Стефаноса Циципаса и вышел в четвертьфинал, в котором проиграл Роберто Баутисте. Это позволило вновь вернуться в лучшую сотню мирового рейтинга. В конце марта была одержана победа на «челленджере» в Цюйцзине. В апреле он оформил выход в четвертьфинал турнира в Марракеше, а в начале мая сыграл дебютный финал в туре на турнире в Стамбуле, обыграв среди прочих прошлогоднего чемпиона и № 4 в мире Марина Чилича во втором раунде (6:4, 6:2). В решающем матче за главный приз он проиграл другому дебютанту финалов Мирового тура Таро Даниэлю — 6:7(4), 4:6. На Открытом чемпионате США Джаизири неожиданно хорошо выступил в парном разряде, сумев в команде с Раду Алботом доиграть до полуфинала этого турнира Большого шлема. Осенью он дважды выходил в четвертьфинал китайских турниров (в Чэнду и Пекине) При это в Пекине он обыграл во втором раунде № 5 в мире Александра Зверева (7:6, 2:6, 6:4). В концовке сезона Джазири смог подняться в топ-50 и завершить год на 45-м месте в мировом рейтинге.
На старте сезона 2019 года Джазири сыграл в 1/4 финала турнира в Пуне. После этого теннисист из Туниса поднялся на самую высокую в карьере — 42-ю позицию одиночного рейтинга. Следующий раз в эту стадию он прошёл в апреле на турнире в Марракеше. Там же вместе с итальянцем Симоне Болелли дошли до полуфинала парного турнира. В июле на Уимблдонском турнире проиграл в первом раунде американцу Денису Кудла в трёх сетах. В середине сезона низкие результаты отбросили Джазири во второй сотню рейтинга, а к концу года он опустился в третью.
С 2020 года из-за низкого рейтинга в основном выступал на «челленджерах», периодически получая уайлд-кард на ближневосточные турниры основного тура. За этот период он смог выиграть три парных «челленджера» и в 2023 году завершил профессиональную карьеру.

## Рейтинг на конец года
| Год  | Одиночный рейтинг | Парный рейтинг |
| 2022 | 433               | 240            |
| 2021 | 312               | 326            |
| 2020 | 249               | 310            |
| 2019 | 201               | 171            |
| 2018 | 45                | 99             |
| 2017 | 98                | 207            |
| 2016 | 58                | 355            |
| 2015 | 103               | 312            |
| 2014 | 76                | 376            |
| 2013 | 168               | 259            |
| 2012 | 116               | 620            |
| 2011 | 118               | 220            |
| 2010 | 333               | 924            |
| 2009 | 315               | 783            |
| 2008 | 689               | 755            |
| 2007 | 1 015             | 1 386          |
| 2006 | 531               | 1 637          |
| 2005 | 330               | 778            |
| 2004 | 498               | 630            |
| 2003 | 1 003             | 655            |
| 2002 | 1 068             | 1 411          |

## Выступления на турнирах

### Финалы турнировATPв одиночном разряде (1)

#### Поражение (1)
| Легенда                    |
| -------------------------- |
| Турниры Большого шлема (0) |
| Итоговый турнир ATP (0)    |
| Мастерс (0)                |
| АТР 500 (0)                |
| АТР 250 (0)                |

| №  | Дата       | Турнир          | Покрытие | Соперник в финале | Счёт       |
| 1. | 6 мая 2018 | Стамбул, Турция | Грунт    | Таро Даниэль      | 6-7(4) 4-6 |

### Финалы челленджеров и фьючерсов в одиночном разряде (35)

#### Победы (17)
| Условные обозначения |
| Челленджеры (7+5)*   |
| Фьючерсы (9+9)       |

| Титулы по покрытиям | Титулы по месту проведения матчей турнира |
| ------------------- | ----------------------------------------- |
| Хард (13+6)*        | Зал (3+3)                                 |
| Грунт (3+8)         | Зал (3+3)                                 |
| Трава (1)           | Открытый воздух (14+11)                   |
| Ковёр (0)           | Открытый воздух (14+11)                   |

* количество побед в одиночном разряде + количество побед в парном разряде.
| №   | Дата             | Турнир                            | Покрытие   | Соперник в финале    | Счёт              |
| 1.  | 18 июня 2005     | Айдяна, Тунис                     | Грунт      | Петар Попович        | 1-6 6-2 6-3       |
| 2.  | 10 декабря 2006  | Мегран, Тунис                     | Хард       | Блаж Кавчич          | 4-6 6-1 6-4       |
| 3.  | 20 июня 2009     | Келибия, Тунис                    | Хард       | Хэйтем Абид          | 7-6(3) 5-7 7-6(5) |
| 4.  | 26 июля 2009     | Тбилиси, Грузия                   | Грунт      | Давид Савич          | 4-6 6-4 6-4       |
| 5.  | 12 июня 2010     | Сфакс, Тунис                      | Хард       | Лоран Рошетт         | 6-4 6-3           |
| 6.  | 10 октября 2010  | Кордова, Испания                  | Хард       | Пабло Карреньо Буста | 6-4 5-7 6-4       |
| 7.  | 14 мая 2011      | Ньюкасл-апон-Тайн, Великобритания | Грунт      | Янник Мертенс        | 6-3 6-4           |
| 8.  | 2 июля 2011      | Манчестер, Великобритания         | Трава      | Рюди Коко            | 7-6(3) 4-6 6-2    |
| 9.  | 6 августа 2011   | Алма-Ата, Казахстан               | Хард       | Денис Молчанов       | 6-3 6-2           |
| 10. | 13 ноября 2011   | Женева, Швейцария                 | Хард (зал) | Миша Зверев          | 4-6 6-3 6-3       |
| 11. | 3 ноября 2013    | Женева, Швейцария                 | Хард (зал) | Ян-Леннард Штруфф    | 6-4 6-3           |
| 12. | 18 октября 2015  | Рен, Франция                      | Хард (зал) | Игорь Сейслинг       | 5-7 7-5 6-4       |
| 13. | 20 марта 2016    | Гвадалахара, Мексика              | Хард       | Стефан Робер         | 5-7 6-3 7-6(5)    |
| 14. | 10 апреля 2016   | Ле-Госье, Гваделупа, Франция      | Хард       | Стефан Козлов        | 6-2 6-4           |
| 15. | 18 сентября 2016 | Стамбул, Турция                   | Хард       | Дуди Села            | 1-6 6-1 6-0       |
| 16. | 17 сентября 2017 | Стамбул, Турция                   | Хард       | Маттео Берреттини    | 7-6(4) 0-6 7-5    |
| 17. | 25 марта 2018    | Цюйцзин, Китай                    | Хард       | Блаж Рола            | 7-6(5) 6-1        |

#### Поражения (18)
| №   | Дата             | Турнир                | Покрытие    | Соперник в финале        | Счёт            |
| 1.  | 19 июня 2004     | Тунис, Тунис          | Грунт       | Димитри Лорен            | 6-0 0-6 6-7(3)  |
| 2.  | 21 ноября 2004   | Сфакс, Тунис          | Хард        | Илья Бозоляц             | 5-7 6-3 5-7     |
| 3.  | 22 мая 2005      | Гротталье, Италия     | Грунт       | Андрей Голубев           | 3-6 6-7(3)      |
| 4.  | 14 августа 2005  | Тегеран, Иран         | Грунт       | Филипп Мулльнер          | 3-6 6-7(5)      |
| 5.  | 21 августа 2005  | Тегеран, Иран         | Грунт       | Бенжамен Баллере         | 4-6 0-3 — отказ |
| 6.  | 5 февраля 2006   | Фёшероль, Франция     | Хард (зал)  | Слиман Сауди             | 7-5 6-7(6) 3-6  |
| 7.  | 23 мая 2009      | Мешреф, Кувейт        | Хард        | Мохаммад Гариб           | 4-6 4-6         |
| 8.  | 30 мая 2009      | Мешреф, Кувейт        | Хард        | Мохаммад Гариб           | 3-6 6-7(3)      |
| 9.  | 6 июня 2009      | Хаммамет, Тунис       | Хард        | Реда Эль Амрани          | 0-6 3-6         |
| 10. | 27 марта 2010    | Рим, Италия           | Грунт       | Андреас Хайдер-Маурер    | 3-6 5-7         |
| 11. | 5 июня 2010      | Тунис, Тунис          | Грунт       | Серхио Гутьеррес Ферроль | 4-6 2-6         |
| 12. | 13 февраля 2011  | Картахена, Колумбия   | Хард        | Гаштан Элиаш             | 3-6 3-6         |
| 13. | 13 августа 2011  | Самарканд, Узбекистан | Грунт       | Денис Истомин            | 6-7(2) — отказ  |
| 14. | 12 февраля 2012  | Кемпер, Франция       | Хард (зал)  | Игорь Сейслинг           | 3-6 4-6         |
| 15. | 11 марта 2012    | Киото, Япония         | Ковёр (зал) | Тацума Ито               | 7-6(5) 1-6 2-6  |
| 16. | 18 марта 2012    | Пинго, Китай          | Хард        | Го Соэда                 | 1-6 6-3 5-7     |
| 17. | 9 февраля 2014   | Даллас, США           | Хард (зал)  | Стив Джонсон             | 4-6 4-6         |
| 18. | 21 сентября 2014 | Измир, Турция         | Хард        | Борна Чорич              | 1-6 7-6(7) 4-6  |

### Финалы челленджеров и фьючерсов в парном разряде (21)

#### Победы (14)
| №   | Дата             | Турнир                            | Покрытие   | Партнёр                  | Соперники в финале                          | Счёт               |
| 1.  | 23 февраля 2003  | Бенин-Сити, Нигерия               | Хард       | Валид Жаллали            | Эндрю Андерсон Виллем-Петрус Мейер          | 3-6 6-4 — отказ    |
| 2.  | 25 мая 2003      | Агадир, Марокко                   | Грунт      | Валид Жаллали            | Жюльен Кули Сунил-Кумар Сипаэя              | 7-6(5) 6-2         |
| 3.  | 8 февраля 2004   | Брессюир, Франция                 | Хард (зал) | Иссам Жаллали            | Эрик Буторак Петар Попович                  | 6-1 7-6(5)         |
| 4.  | 5 декабря 2004   | Мегран, Тунис                     | Грунт      | Хэйтем Абид              | Грега Жемля Боштьян Ошабник                 | 7-6(3) 6-3         |
| 5.  | 4 июня 2005      | Тунис, Тунис                      | Грунт      | Хэйтем Абид              | Александр Сачко Колин Флеминг               | 6-4 6-2            |
| 6.  | 14 июня 2008     | Сус, Тунис                        | Грунт      | Валид Жаллали            | Фредерик де Фейс Жермен Жигунон             | 5-7 7-6(4) [15-13] |
| 7.  | 21 сентября 2008 | Плезир, Франция                   | Хард (зал) | Раби Шаки                | Тома Оже Александр Пено                     | 6-4 7-6(2)         |
| 8.  | 7 февраля 2009   | Рабат, Марокко                    | Грунт      | Ламин Уахаб              | Юнес Рашиди Омар Эррами                     | 6-1 6-3            |
| 9.  | 14 мая 2011      | Ньюкасл-апон-Тайн, Великобритания | Грунт      | Карлос Поч Градин        | Пабло Мартин Адалия Морган Филлипс          | 6-1 7-6(3)         |
| 10. | 24 июля 2011     | Пенза, Россия                     | Хард       | Арнау Брюгес-Дави        | Сергей Бубка Адриан Менендес Масейрас       | 6-7(6) 6-2 [10-8]  |
| 11. | 29 сентября 2013 | Фергана, Узбекистан               | Хард       | Фаррух Дустов            | Илья Бозоляц Роман Ебавый                   | 6-3 6-3            |
| 12. | 14 ноября 2021   | Ноксвилл, США                     | Хард (зал) | Блаж Рола                | Мигель Анхель Рейес Варела Ханс Хач Вердуго | 3-6 6-3 [10-5]     |
| 13. | 3 июля 2022      | Кали, Колумбия                    | Грунт      | Адриан Менендес Масейрас | Киган Смит Эван Чжу                         | 7-5 6-4            |
| 14. | 4 сентября 2022  | Тулуза, Франция                   | Грунт      | Максим Жанвье            | Тео Аррибаже Титуан Дроге                   | 6-3 7-6(5)         |

#### Поражения (7)
| №  | Дата             | Турнир                    | Покрытие | Партнёр             | Соперники в финале                | Счёт                     |
| 1. | 11 июня 2005     | Хаммамет, Тунис           | Грунт    | Мохамед Абид        | Ваэль Килани Фарес Зайер          | 2-6 6-4 5-7              |
| 2. | 6 февраля 2010   | Рабат, Марокко            | Грунт    | Ламин Уахаб         | Денис Живкович Давид Савич        | 4-6 1-6                  |
| 3. | 2 июля 2011      | Манчестер, Великобритания | Трава    | Альбано Оливетти    | Джошуа Гудолл Крис Итон           | 4-6 6-7(3)               |
| 4. | 31 июля 2011     | Астана, Казахстан         | Хард     | Арнау Брюгес Дави   | Константин Кравчук Денис Молчанов | 6-7(4) 7-6(1) [3-10]     |
| 5. | 21 сентября 2014 | Измир, Турция             | Хард     | Александр Кудрявцев | Кен Скупски Нил Скупски           | 1-6 4-6                  |
| 6. | 27 сентября 2015 | Измир, Турция             | Хард     | Денис Молчанов      | Сакет Минени Дивидж Шаран         | 6-7(5) 6-4 [1-0] — отказ |
| 7. | 12 июня 2022     | Орландо, США              | Хард     | Каити Утида         | Михаил Перволаракис Чхун Юнсон    | 7-6(5) 6-7(3) [14-16]    |